# Вениченко Анатолій Іванович
Анатолій Іванович Вениченко (нар. 23 лютого 1938, Маріуполь, УРСР — пом. 2011, Маріуполь) — український радянський футболіст та футбольний тренер .

## Футбольна кар'єра
У 1954 році розпочав футбольну кар'єру в команді «Авангард» (Жданов). У 1957 році він був призваний на військову службу, під час якої захищав кольори СК Чернігів.
Потім навчався у Львівському державному педагогічному інституті, а в 1962 році виступав за Сільмаш (Львів), після чого закінчив футбольну кар'єру.

## Тренерська кар'єра
Після закінчення футбольної кар'єри він почав працювати тренером. У другому турі сезону 1966 року він приєднався до тренувального складу клубу «Азовець» (Жданов). З 1966 року тренував резервну команду «Азовця», яка згодом змінила назву на «Металург».
У 1974 році він увійшов до тренерського штабу першої команди, що змінила назву на «Локомотив». Потім працював з дітьми у спортивній школі у Жданова.
На початку 1981 року він очолив «Новатор» (Жданов), яким керував до серпня 1982 року.
До 1990 року він тренував юнаків «Новатора», а потім працював тренером з футболу в школі № 30. Надалі працював і в ДЮСШ-3 та ГСК «Азовець», «Металурзі». Тренував дітей, поки його, їдучого на велосипеді, не збила машина.
У 2011 році він помер у віці 75 років.